# Richard Button
Richard Totten (Dick) Button (Englewood (New Jersey), 18 juli 1929 – North Salem (New York), 30 januari 2025) was een Amerikaans kunstschaatser. Button werd in 1948 en 1952 olympisch kampioen kunstschaatsen. Hij was vijfvoudig wereldkampioen en werd als enige niet-Europese man Europees kampioen. Button voerde als eerste mannelijke kunstschaatser de camel spin uit en bedacht de flying camel spin. Hij staat te boek als de eerste schaatser die de dubbele axel (in 1948) en een drievoudige sprong (in 1952) in wedstrijdverband uitvoerde.

## Biografie
Button begon op jonge leeftijd met schaatsen, maar ging pas echt serieus trainen nadat zijn vader van anderen had gehoord dat hij nooit een goede schaatser zou worden. Van 1944 tot en met 1946 won Button achtereenvolgens de nationale kunstschaatskampioenschappen bij de novice, de junioren en de senioren.
Hij werd in 1947 tweede op de eerste naoorlogse WK in Stockholm: de Zwitser Hans Gerschwiler kreeg er net iets meer steun van de jury dan Button. Button maakte hier kennis met de Zweedse kunstschaatser Ulrich Salchow. Salchow was teleurgesteld dat Button niet tot wereldkampioen werd uitgeroepen en gaf hem als troost de eerste internationale prijs die hij in 1901 won. Button gaf deze prijs later op zijn beurt weer door aan de Amerikaanse kunstschaatser John Misha Petkevich. In 1948 won Button als eerste, en enige, niet-Europeaan de Europese kampioenschappen. Na dit jaar, toen de titel zowel bij de mannen als bij de vrouwen naar een Noord-Amerikaan(se) ging, mochten niet-Europeanen niet langer deelnemen aan de EK.

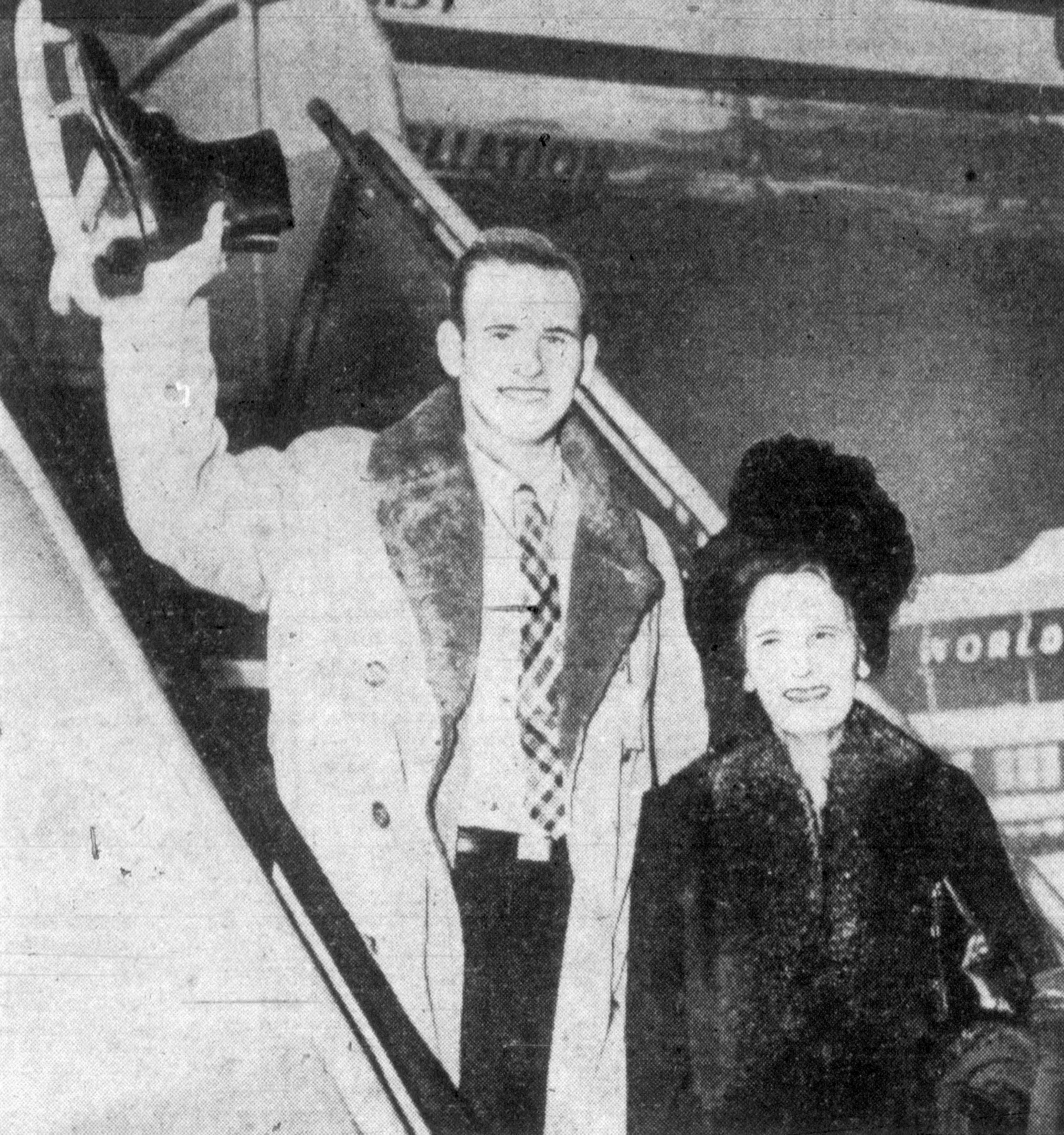
Dick Button in 1949

Button won tussen 1948 en 1952 vijf keer de wereldkampioenschappen kunstschaatsen. Hij werd bij zijn beide deelnames aan de Olympische Winterspelen (Sankt Moritz 1948 en Oslo 1952) olympisch kampioen bij de mannen. In 1949 won hij als eerste wintersporter de James E. Sullivan Award voor de meest uitblinkende Amerikaanse atleet. Button werd in 1960 sportcommentator voor de kunstschaatswedstrijden op de Amerikaanse televisie. Dit werk deed hij tot de televisieprogrammering van zender ABC in 2008 werd gewijzigd. In 1981 won Button een Emmy Award voor Outstanding Sports Personality – Analyst.
Hij woonde in New York. Button was van 1975 tot 1983 gehuwd met kunstschaatscoach Slavka Kohout en heeft een zoon en een dochter. Hij overleed in januari 2025 op 95-jarige leeftijd.

## Belangrijke resultaten
| Kampioenschap                  | 1944 | 1945 | 1946          | 1947          | 1948          | 1949          | 1950          | 1951          | 1952          |
| ------------------------------ | ---- | ---- | ------------- | ------------- | ------------- | ------------- | ------------- | ------------- | ------------- |
| Olympische Spelen              |      |      |               |               | Goud          |               |               |               | Goud          |
| Wereldkampioenschap            |      |      |               | Zilver        | Goud          | Goud          | Goud          | Goud          | Goud          |
| Europees kampioenschap         |      |      |               |               | Goud          |               |               |               |               |
| Noord-Amerikaans kampioenschap |      |      |               | Goud          |               | Goud          |               | Goud          |               |
| Nationaal kampioenschap        |      |      | Goud          | Goud          | Goud          | Goud          | Goud          | Goud          | Goud          |
| NK junioren                    | (*)  | Goud | geen deelname | geen deelname | geen deelname | geen deelname | geen deelname | geen deelname | geen deelname |

(*) bij de novice
1908: Ulrich Salchow ·
1920: Gillis Grafström ·
1924: Gillis Grafström ·
1928: Gillis Grafström ·
1932: Karl Schäfer ·
1936: Karl Schäfer ·
1948: Richard Button ·
1952: Richard Button ·
1956: Hayes Alan Jenkins ·
1960: David Jenkins ·
1964: Manfred Schnelldorfer ·
1968: Wolfgang Schwarz ·
1972: Ondrej Nepela ·
1976: John Curry ·
1980: Robin Cousins ·
1984: Scott Hamilton ·
1988: Brian Boitano ·
1992: Viktor Petrenko ·
1994: Aleksej Oermanov ·
1998: Ilja Koelik ·
2002: Aleksej Jagoedin ·
2006: Jevgeni Pljoesjtsjenko ·
2010: Evan Lysacek ·
2014: Yuzuru Hanyu ·
2018: Yuzuru Hanyu ·
2022: Nathan Chen
- International Standard Name Identifier: 0000 0000 3078 1929
- Library of Congress Control Number: n87847172
- SNAC: w6df9cpz
- Système universitaire de documentation: 176146504
- Virtual International Authority File: 28595379
- WorldCat: E39PBJg8Fj7H9XGrQCFCYDr6rq